# Puttenmaker
Een puttenmaker, ook wel putgraver of puttenbouwer genoemd, is een ambachtsman die zich richtte op het graven, aanleggen en het onderhouden van putschachten voor (drink)water voor (huishoudelijk) gebruik. De puttenmaker legde vaak ook beer- en zinkputten aan en repareerde ze.

## Vakkennis en vaardigheden
De puttenmaker was in de Lage Landen vooral actief in de tijd voordat water per waterleiding beschikbaar kwam en voor er riolering werd aangelegd. Hij beschikte over kennis van de bodemgesteldheid om zijn opdrachtgever te adviseren over de hoeveelheid en kwaliteit van het water. Hij kon in samenwerking met zijn knechten een put op een veilige wijze uitgraven en behoeden voor tussentijdse instorting. Hij beschikte over de kennis van de beschikbare pompsystemen (capaciteit), het gebruik van de putmaterialen (bijvoorbeeld putstenen). Ten slotte beschikte hij over de vaardigheid om het bestek uit te voeren en het metselwerk van de opstaande putwand te verrichten.

## De plaats van een waterput
De gemeentelijke overheid zorgde voor publieke waterputten voor drinkwater. Ze waren beschikbaar per wijk, de zogenaamde ‘putgemeenschappen’. Bij een particuliere woningeigenaar met enige grond om het huis, kwam de put vrijwel altijd op het erf en in de buurt van de keuken. Dit voorkwam onnodig lopen. De waterput kwam zover mogelijk van een beerput te liggen om besmetting te voorkomen. Putten moesten ook niet te dicht bij elkaar liggen omdat zich (bij het graven) aardverschuivingen konden voordoen. Ook kon het water uit een andere of oude put (met zand en al) toevloeien naar de nieuwe put. Soms was een put tegen een huis of boerderij aangebouwd of zelfs inpandig. De putruimte kon de eigenaar dan afsluiten en deze was alleen van binnenuit bereikbaar. Bij de bouw van een put in een stad of dorp trof men vanaf het midden van de negentiende eeuw strengere preventieve maatregelen om besmetting via het grondwater en epidemieën tegen te gaan. Zo bouwde men geen put in de buurt van een begraafplaats of mestopslag.